# 堀之内礼二郎
堀之内 礼二郎（ほりのうち れいじろう）は、日本のテレビプロデューサー。NHK大阪放送局所属。

## 経歴・人物
宮崎県都城市出身。2003年ＮＨＫ入局。福井放送局での番組制作を経て、東京のドラマ部へ異動。以降、大河ドラマや朝の連続テレビ小説の制作に携わる。2012年にはロサンゼルスに渡り、ハリウッドのプロデュース術を学ぶ。

## 受賞歴
- 第111回ザテレビジョンドラマアカデミー賞（2022年） - 最優秀作品賞（『カムカムエヴリバディ』）[2]

- エランドール賞テレビ部門プロデューサー賞（2023年） - プロデューサー賞（『カムカムエヴリバディ』）[3]

## 主な作品
特記以外NHK
allcinema・インタビュー記事を参照。

### ドラマ
- ゲゲゲの女房(2010)（演出）
- 花燃ゆ(2015)（プロデューサー）
- べっぴんさん(2016-2017)（プロデューサー）
- まんぷく(2018-2019)（プロデューサー）
- 心の傷を癒すということ(2020)（プロデューサー）
- カムカムエヴリバディ(2021-2022)（制作統括）

## 出演
- A-Studio+（2022年6月17日、TBSテレビ）（ゲスト・川栄李奈ゆかりの人として出演）[6]

- あさイチ（2023年5月29日、NHK総合）（ゲスト・AIカムカムエヴリバディ主題歌　アルデバラン誕生の舞台裏）[7]